# 馬尼拉捷運
馬尼拉捷運（英語：Manila Metro Rail Transit System）是服務菲律賓馬尼拉大都會區的城市軌道交通系統之一，現有一條路線：3號線。捷運和輕軌有交集，但是沒有轉運的機制，需站外轉乘。

## 路線
捷運3號線於1999年12月通車，共有13座車站；另外捷運7號線自2017年動工，設有14座車站，預計於2026年至2027年分階段通車。

## 外部連結
- 馬尼拉捷運公司官方網站 （页面存档备份，存于）（英文）
- 在urbanrail.net上的資料（英文）